# Lararium

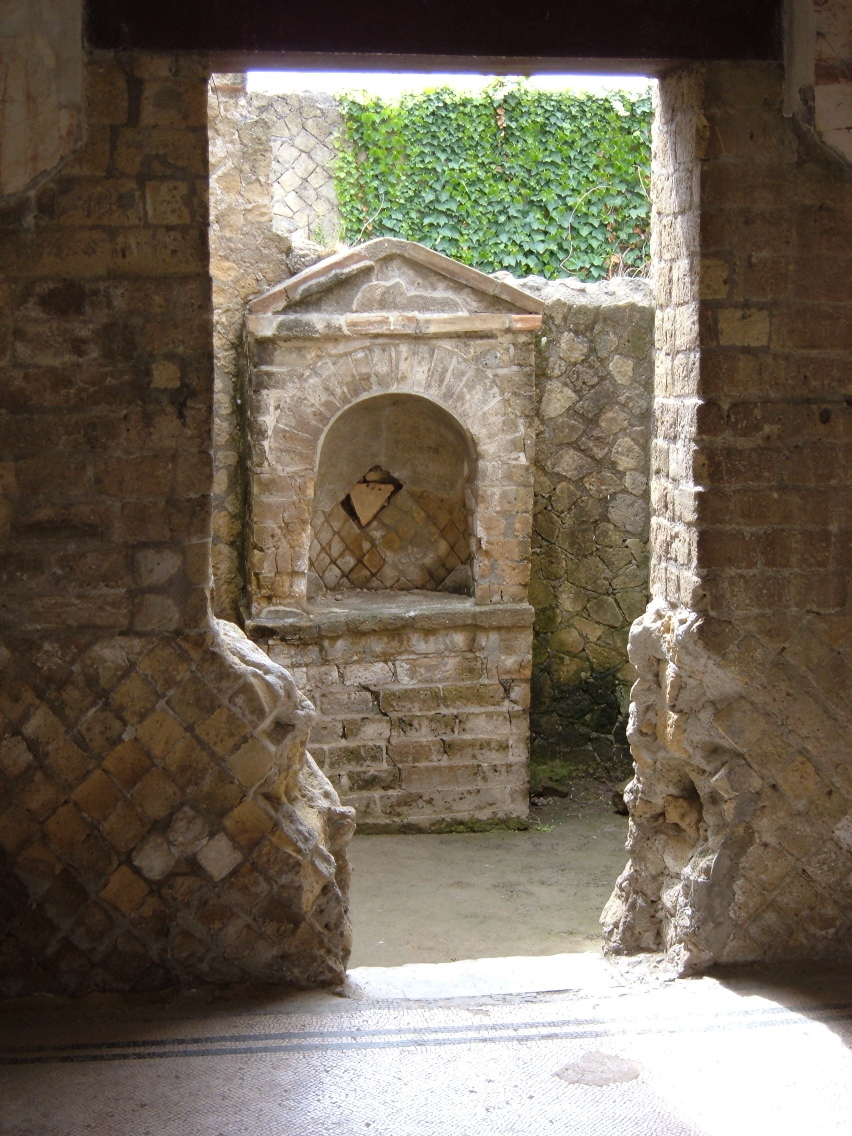
Huisaltaar voor Lares en Penates in Herculaneum

Een Lararium was een huiskapelletje gewijd aan de Lares en Penates van een Romeins woonhuis. De Lares beschermden het huis en het gezin, de Penates voorzagen in de dagelijkse levensbehoeften. Het Lararium was over het algemeen te vinden in het atrium en speelde een belangrijke rol in het alledaagse religieuze leven van de Romeinen. De term wordt gebruikt sinds de Romeinse Keizertijd, ervoor werd het Lararium "sacrarium", "sacellum" of "aedicula" genoemd. Het hoofd van een Romeins gezin, de pater familias, was verantwoordelijk voor de ceremoniën rond het Lararium.